# The Lurkers
The Lurkers est un groupe de punk rock britannique formé en 1976, originaire d'Uxbridge, une ville du borough londonien de Hillingdon, dans le nord-ouest du Grand Londres, en Angleterre.
The Lurkers est le premier groupe signé par le label Beggars Banquet Records et sortira deux albums et une dizaine de singles sur ce label, puis décidera de se saborder en 1980, avec le déclin du punk, avant de se reformer successivement de 1982 à 1984 et de 1987 à 1997, puis en 1999.
Depuis lors, The Lurkers continue sa route sous l'égide de son bassiste Arturo Bassick.

## Biographie
Selon leurs propres dires, c'est après une beuverie dans un pub durant l'été 1976 que quatre copains de la petite ville d'Uxbridge font le pari de monter un groupe de rock. Pete « Plug » Edwards (chant), Pete Stride (guitare), Nigel Moore (basse) et Pete « Manic Esso » Haynes tiennent leur promesse et répètent d'arrache-pied des reprises de The Stooges, Small Faces ou New York Dolls. Mais c'est la découverte des Ramones qui va définitivement sceller leur orientation musicale : le punk rock. Après un changement de bassiste (Arthur « Arturo Bassick » Billingsly remplace Nigel Moore), The Lurkers décrochent en mai 1977 leur premier concert au temple londonien du punk rock, le Roxy Club. 
The Lurkers enregistre quatre sessions au studio Maida Vale 4 pour John Peel à la BBC Radio 1, le 18 octobre 1977, le 18 avril 1978, le 25 juillet 1978, et le 24 janvier 1979. Parallèlement à une série de concerts dans des pubs, et parfois dans des salles renommées, comme le Marquee Club, les Lurkers continuent de répéter dans les sous-sols de la boutique locale de la chaine de magasins de disque Beggars Banquet. Les patrons de Beggars Banquet, qui souhaitent lancer un label de disque proposent aux Lurkers de sortir leur premier single, Shadow. Ce premier single dans la liste des Festive Fifty de John Peel. La face B, Love Story, est classée 31e. En juin 1978 sort leur premier album studio, Fulham Fallout, qui se classe 57e de l'UK Albums Chart. En janvier 1979, le cinquième single des Lurkers, Just Thirteen, est publié, et cité en 2001 par le magazine Mojo dans sa liste des meilleurs singles punk rock de tous les temps. Un mois après la sortie du single, La chanson des Lurkers I'm on Heat, apparait aux côtés de groupes notoires comme The Jam et The Stranglers, sur la compilation punk 20 of Another Kind (Polydor, POLS 1006).
Leur deuxième album, contrairement au premier opus, n'est pas commercialement et artistiquement bien accueilli, ce qui mène à la séparation du groupe pendant quelques années. Pete Stride collabore avec Honest John Plain (du groupe the Boys) et publie un album en janvier 1980. En 1982, Stride reforme The Lurkers. Ils signent au label Clay Records, pour qui ils publient quatre singles et un album. Le groupe se sépare de nouveau en 1984.
Dans les années qui suivent, les membres se réunissent à de nombreuses reprises, et continuent à enregistrer et jouer en concert. Leur postérité, cependant, est bien plus axé sur leurs chansons des années 1970. Shadow, Ain't Got a Clue, et Just Thirteen en particulier, sont cités comme les titres phares du punk. La formation actuelle comprend Bassick (basse et chant), Steve Straughan (guitare), et Nelly (batterie). En janvier 2009, le groupe joue avec les légendaires Buzzcocks pendant 14 dates à leur tournée britannique.
Dans les années 2010, Esso, Stride et Moore jamment de nouveau sous le nom de The Lurkers:God's Lonely Men et publient un album en 2012 intitulé Chemical Landslide. En 2016, ils publient un nouvel album, The Future's Calling, et collaborent avec Danie Cox des Featherz.

## Discographie

### Albums studio
- 1978 : Fulham Fallout
- 1979 : God's Lonely Men (Beggars Banquet, BEGA 8)
- 1983 : This Dirty Town (Clay Records)
- 1988 : Wild Times Again (Weser)
- 1989 : King of the Mountain (Link)
- 1990 : Powerjive (OReleased Emotions)
- 1994 : Non-Stop Nitropop (Weser)
- 1995 : Ripped 'N' Torn (Step 1)
- 2003 : 26 Years (Captain Oi! Ahoy 229)
- 2008 : Fried Brains (Captain Oi! ; Ahoy 301)
- 2012 : Chemical Landslide (Unlatched Records)
- 2016 : The Future's Calling (Unlatched Records)

### Compilations
- 1980 : Last Will and Testament - Greatest Hits
- 1982 : Totally Lurkered
- 1997 : The Beggars Banquet Punk Singles
- 1997 : Take Me Back To Babylon

#### Live albums
- 1989 : Live And Loud
- 1992 : Live In Berlin
- 2004 : Freakshow Live

### Apparitions
- 1977 : Sreets, avec la chanson Be My Prisoner
- 1979 : 20 of Another Kind, avec la chanson I’m on Heat

### Singles
- 1977 : Shadow / Love Story
- 1977 : Freak Show / Mass Media Believer
- 1977 : Ain't Got a Clue / Ooh Ooh I Love You (45e UK Singles Chart[3])
- 1978 : I Don't Need to Tell Her / Pills (49e[3])
- 1979 : Just Thirteen / Countdown (66e[3])
- 1979 : Out In the Dark EP : Cyanide / Suzie Is a Floozie / Cyanide (pub version) (72e[3])
- 1979 : New Guitar In Town / Pick Me Up / Little Ol' Wine Drinker Me (72e[3])
- 1979 : Shadow / Love Story / Freak Show / Mass Media Believer
- 1979 : I Don't Need to Tell Her / Pills / Just Thirteen / Countdown
- 1982 : This Dirty Town / Wolf at the Door
- 1982 : Drag You Out / Heroin (It's All Over)
- 1983 : Frankenstein Again / One Man's Meat...
- 1984 : Final Vinyl EP : Let's Dance Now (No Time To Be Strangers) / Midnight Hour / By the Heart / Frankenstein Again
- 1984 : et's Dance Now / Midnight Hour
- 1999 : Go Ahead Punk / Lucky John